# جوانی سامرز
جوآنی سامرز (متولد جوآن درست، ۲۴ فوریه ۱۹۴۱) یک خواننده و بازیگر آمریکایی است که حرفه‌ای در موسیقی جاز، استانداردها و متریال‌های محبوب و نمایش‌های تجاری دارد. شهرت محبوب سامرز که زمانی به عنوان "صدای دهه شصت" نامگذاری شد و با تنظیم کنندگان، ترانه‌سراها و تهیه‌کنندگان درجه یک ارتباط داشت، با بزرگ‌ترین و در عین حال بی خاصیت‌ترین آهنگ موفق او، " جانی خشمگین " گره خورد.
سامرز از سال ۱۹۶۱ تا زمان مرگ ناگهانی او در سال ۱۹۷۲ با بازیگر تئاتر جری استاینر ازدواج کرد. سه فرزند آنها کارولین، نانسی و جیسون هستند.